# Santa Gertrudis (raça bovina)

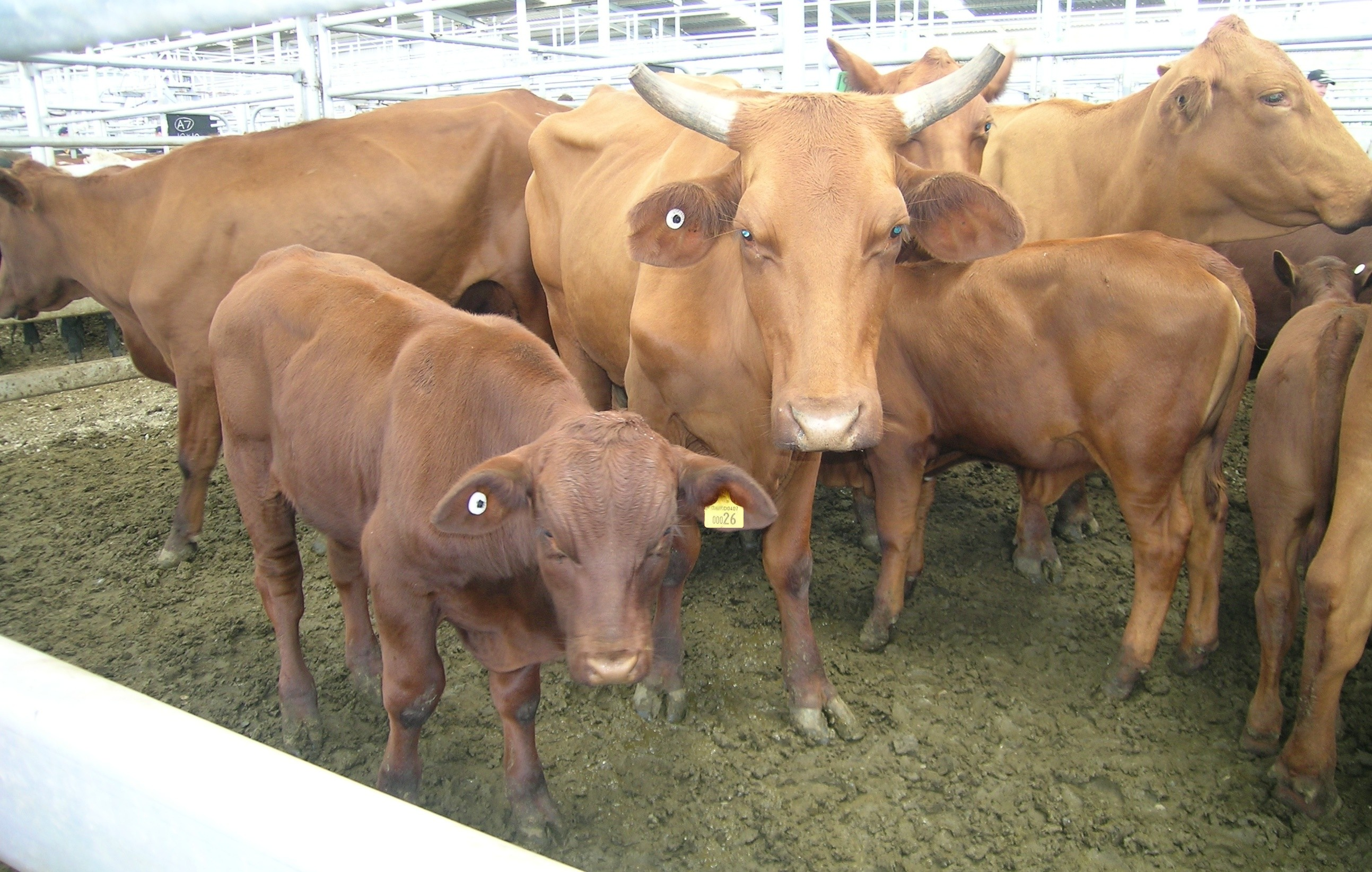
Vacas e terneiros Santa Gertrudis

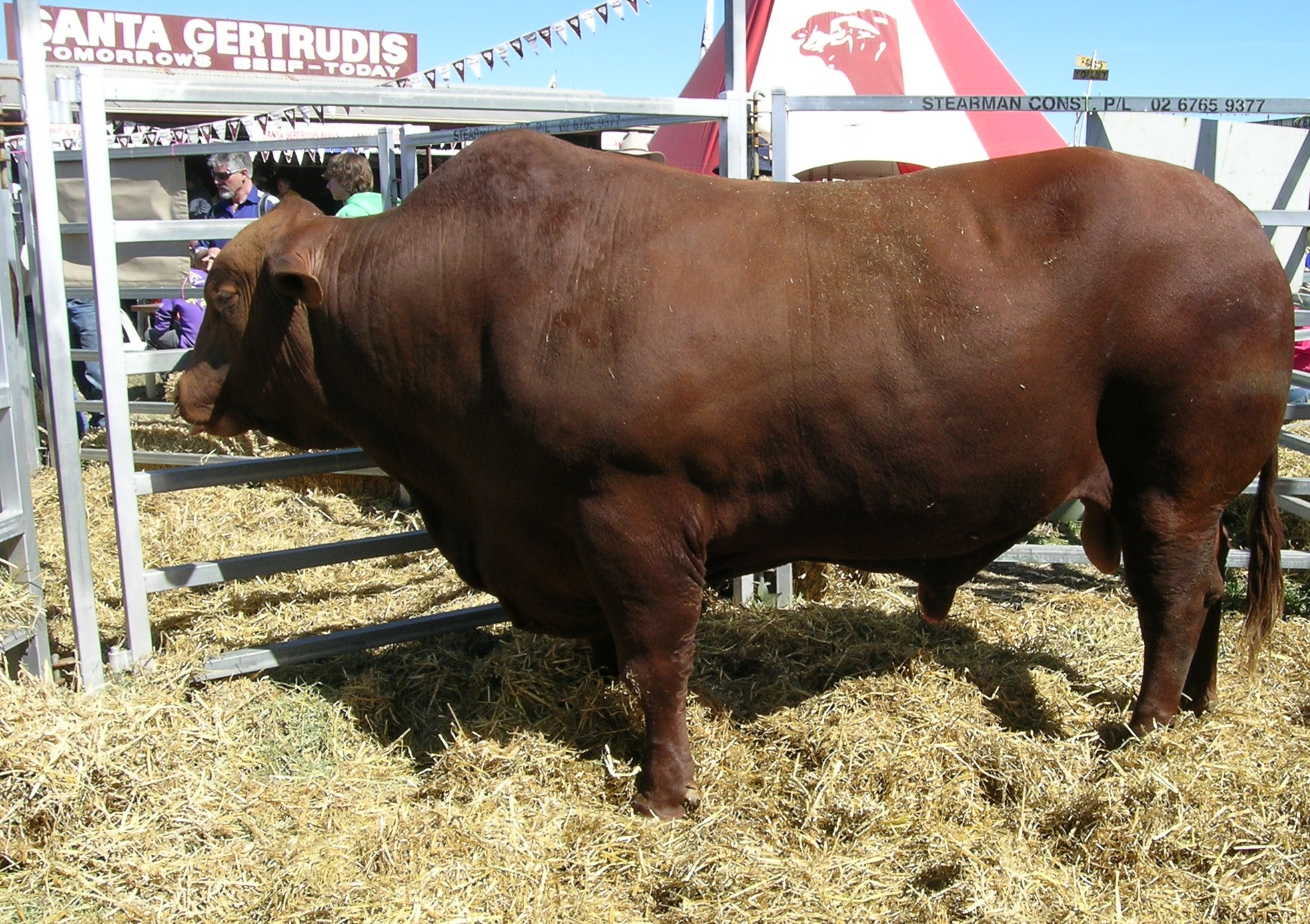
Touro Santa Gertrudis

Santa Gertrudis é uma raça bos taurus tropical desenvolvida no sul do Texas no King Ranch.

## Origem
Esta raça foi desenvolvida no King Ranch, e oficialmente reconhecida em 1940, além de ser a primeira raça definida de gado desenvolvida na América do Norte, com 3/8 de zebu e 5/8 de Shorthorn.

## Características físicas
Sua cor é vermelho claro ou escuro uniforme, a pele pigmentada de vermelho; a cabeça é larga, o perfil parece convexo, as orelhas são médias a longas, ligeiramente caídas. Pescoço limpo, costas lisas e musculosas com movimentos livres, peito largo, costas retas, costelas bem arqueadas, traseiro largo moderadamente caído da frente para trás, quartos traseiros largos e musculosos.

## Características funcionais
Tem resistência natural ao calor, bem como a pragas e parasitas; mostra rusticidade e tendência a ganhar peso, tende a maturação precoce, apresenta resistência a doenças tropicais. Adapta-se muito bem a locais quentes, onde existem locais com temperaturas médias de 31 °C, e precipitação superior a 2 000 mm por ano.
Peso: touros adultos 900 kg; vacas 700 kg.